# Francisco Buonafina
Francisco Itálico Buonafina (...) è un ex schermidore e dirigente sportivo brasiliano.

## Palmarès
In carriera ha conseguito i seguenti risultati:
- Giochi Panamericani:

Città del Messico 1975: bronzo nella spada a squadre.